# 极限特工
《限制級戰警》（英語：xXx，或記作）是一部2002年美國動作片，為羅伯·柯漢執導。由馮·迪索、艾莎·阿基多、山繆·傑克森和馬頓·索柯斯主演。
電影於2002年8月9日在美國上映。儘管評價褒貶不一，但在全球獲得了高達2.77億美元的票房收入。續集《限制級戰警2：極限公國》於2005年上映；2016年推出第二續集《限制級戰警：重返極限》。

## 剧情
在捷克布拉格，有位美國國家安全局的臥底探員在執行任務時被一夥人識破身分而被追殺，即使擺脫追兵但還是被領頭人尤里的狙擊手射殺，該名探員在被殺前把自己得來的情報傳回美國總部，在高級探員奧古斯都·吉本斯的分析得知尤里所領導的無政府99犯罪組織都是前蘇聯軍人，因此很容易識別出臥底探員，並打算引進一般的犯罪分子來當臥底探員進行任務。
桑德.凱吉是個極限運動的高手，他因為不滿迪克參議員的法案於是偷走他的跑車開下高架橋使跑車撞毀以示懲戒，但是他的舉止還是被執法部門盯上，吉本斯率先找上他並對他進行測試，桑德的表現讓他滿意，吉本斯與桑德作條件，若桑德接受吉本斯的任務取得情報則免除他的罪刑，桑德不甘願的接受於是來到捷克布拉格。
桑德與捷克祕密警察米拉.蘇瓦碰面後，米拉帶桑德來到尤里經營的酒吧，桑德為了能跟尤里接觸於是將米拉是警察的身分透露給尤里，此舉也取得尤里的好感於是桑德向尤里購買高檔跑車，甚至也從尤里的弟弟柯里亞取得不少關於無政府99的各項情報，隔天吉本斯與桑德通訊時後者將無政府99的成員情報全部傳給吉本斯，但桑德的跑車購物清單原本是吉本斯安排的，吉本斯以桑德擅自更改清單為由要桑德滲入無政府99，並安排一位後勤人員薛佛給桑德自製道具。等到交易當天尤里和桑德在交易時米拉不小心暴露自己的位置，桑德用薛佛給的特製子彈假裝射殺米拉，尤里也正式邀請桑德加入他的無政府99，並帶他來到自己的俱樂部和城堡。
隔天早上桑德正打算在城堡探索情報時意外發現尤里的女朋友，同時也是助手的約娜舉止不尋常，於是將她帶到一間餐廳並表明自己的真實身分。同時，米拉也因為厭惡桑德的惡意對待於是出賣桑德，將桑德是美國探員的身分告知尤里，尤里的狙擊手部下基利爾受尤里指示來到桑德的所在地並警告約娜，桑德知道基利爾暗戀約娜，知道基利爾不會傷害約娜後與後者演一場戲，假裝將約娜打倒後再逃脫基利爾的狙擊範圍，但沒多久桑德被國安局的人帶到吉本斯的面前，因為桑德的身分曝光，而跟尤里的交易金被尤里用來聘用科學家後吉本斯認為桑德沒用處後並會派遣掃蕩小隊清理無政府99，讓他終止任務回美國，但此舉是吉本斯故意激發桑德斯的手段。桑德不想約娜被殺於是抗命潛入尤里的城堡，利用從薛佛拿到的透視鏡發現尤里的科學家在製作無人操控的潛水艇和在研發一種叫寂靜之夜的致命病毒，完成後又發射一枚裝載病毒導彈，尤里打算發射裝載寂靜之夜的導彈到世界各地，來達到他所謂的無政府狀態。沒多久桑德的行蹤曝光，順利逃脫後回到他的據點，並發現米拉等著他，米拉表示他已經成為尤里的部下並打算殺了桑德，在米拉正要動手時約娜及時出現殺了米拉，原來約娜是俄國聯邦安全局的臥底探員，雖然她已經被俄方政府拋棄但她還是用她的方式來完成任務，然後桑德將尤里的計畫回報給吉本斯並希望吉本斯能替約娜申請政治庇護。桑德於是來到捷克祕密警察總部與警方合作，他負責破壞尤里的通訊系統，捷克警察負責攻堅，且假借吉本斯命令讓薛佛把他的跑車改裝。桑德以雪崩的方式再以高超的滑雪技術躲過雪崩和尤里殺手的追殺，但還是被尤里的後勤部隊捕獲，尤里同時揭穿約娜的真實身分並表示他早已知情。此時捷克警方及時趕到並與尤里一夥交火，尤里在被桑德擊殺前趁勢啟動潛艇。吉本斯得知潛艇被啟動後打算讓捷克空軍轟炸潛艇，雖然布拉格會造成傷亡但全世界能免受其難。桑德與約娜兩人開著已被薛佛改裝的跑車追著潛艇跑，並用繩索以空降方式來到潛艇，吉本斯得知桑德在潛艇後立即讓軍方招回戰機。因為寂靜之夜接觸到水會轉化成無毒空氣，桑德將導彈反轉過來讓潛艇在水中引爆。潛艇爆炸後桑德也僥倖存活，吉本斯也同意替約娜申請政治庇護。
桑德和約娜來到波拉波拉島度假時，吉本斯通知桑德表示有新任務。

## 演员
| 演员                 | 角色                             | 备注                                                      |
| 范·迪塞尔            | Xander Cage                      | 極限運動愛好者，又稱作「xXx」，通過測試成為了限制級戰警。 |
| 艾莎·阿基多          | 約娜 Yelena                      | 尤里的手下，實際為俄羅斯聯邦安全局臥底探員。              |
| 山繆·傑克森          | 奥古斯都·吉本斯 Augustus Gibbons | 美國國家安全局高級探員。                                  |
| 馬頓·索柯斯          | 尤里 Yorgi                       | 犯罪分子「無政府99」首領。                                |
| 里奇·穆勒            | 米兰·索瓦 Milan Sova             | 布拉格祕密警察，後不滿桑德惡意對待後叛變。                |
| 华纳·戴恩            | 基利尔 Kirill                    | 尤里的手下。                                              |
| 皮特·杰克            | 柯里亞 Kolya                     | 尤里的弟弟和手下，桑德粉絲。                              |
| 简·帕维尔·菲利斯     | 维克多 Viktor                    | 尤里的手下。                                              |
| 丹尼·特乔            | 厄尔·杰夫 El Jefe                | 哥倫比亞販毒集團首領。                                    |
| 汤姆·埃弗雷特        | 迪克·霍奇基斯 Dick Hotchkiss     | 美国参议员。                                              |
| 迈克尔·路夫          | 托比·李                          | 美國國家安全局探員。                                      |
| 威廉姆·赫普          | 罗杰·唐纳 Roger Donnan           | 美國國家安全局探員。                                      |
| 汤玛斯·艾恩·葛瑞菲斯 | 吉姆·麦格拉斯 Jim McGrath        | 美国国家安全局探员。                                      |
| 伊芙                 | J.J                              | 的朋友。                                                  |
| 利拉·阿里希瑞        | 约旦国王                         |                                                           |

## 拍攝
部分取景於捷克，由Stillking Films公司製作，取景地點包括布拉格 查理大橋, 伏爾塔瓦河(Vltava River),索莫夫斯開城堡(Salmovsky Palace), 納杜發街(Nerudova street), 市民會館音樂廳(Municipal House),艾斯特劇院(Estates Theatre), Tyn Cathedral, 老城廣場,與 魯道夫音樂廳